# Grand Prix (película de 1966)
Grand Prix es una película estadounidense de 1966 dedicada a las carreras de Fórmula 1. Dirigida por John Frankenheimer y protagonizada por James Garner, Yves Montand, Brian Bedford y Antonio Sabato; con música de Maurice Jarre. La película también cuenta con la aparición del actor Toshirō Mifune, interpretando al propietario de un equipo de carreras japonés, inspirado en Sōichirō Honda, fundador de la internacional Honda Motors.
Fue una de las películas más taquilleras de su año, además de haber conseguido alzarse en los Óscars con los galardones de mejor montaje, mejor sonido y mejores efectos sonoros. Sus escenas de carrera la han convertido en película de culto para los aficionados al automovilismo.
La película contiene tomas de carreras de la vida real y en ella aparecen campeones de la Fórmula 1 como Juan Manuel Fangio, John Surtees, Jim Clark o Jack Brabham.

## Elenco
- James Garner como Pete Aron

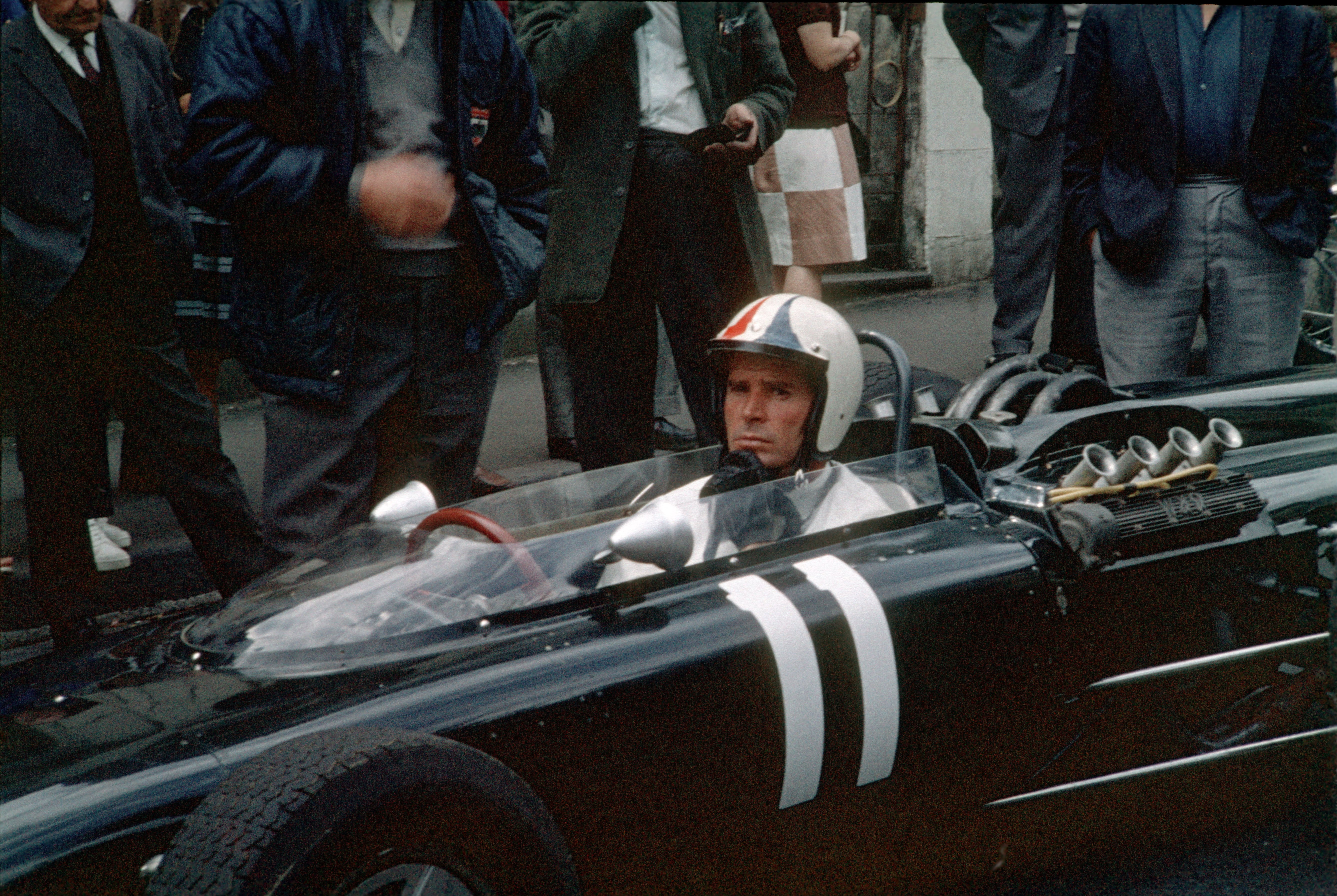
James Garner como Pete Aron.

- Yves Montand como Jean-Pierre Sarti
- Brian Bedford como Scott Stoddard
- Antonio Sabàto como Nino Barlini
- Toshiro Mifune como Izo Yamura
  - Paul Frees como la voz de Yamura
- Adolfo Celi como Agostino Manetta
- Claude Dauphin como Hugo Simón
- Jack Watson como Jeff Jordan
- Donald O'Brien como Wallace Bennett
- Albert Rémy como el médico de pista
- Eva Marie Saint como Louise Frederickson
- Jessica Walter como Pat Stoddard
- Françoise Hardy como Lisa
- Enzo Fiermonte como Guido
- Geneviève Page como Monique Delvaux-Sarti
- Rachel Kempson como la Sra. Stoddard
- Ralph Michael como el Sr. Stoddard

## Recepción
La película se estrenó el 21 de diciembre de 1966 en los cines de Norteamérica. Aunque fue una de las diez películas más taquilleras de 1966 su recaudación de taquilla de U$9.3 millones de dólares se consideraron una decepción en comparación con su presupuesto; y el hecho de que no tuviera un mejor rendimiento fue achacado a Garner.
La revista Variety llamó a la película «uno de esos raros cuadros que saca su fuerza básica, emoción y potencial de interés a través de lo visual (el arte puro del cine) y si le faltara un virtuosismo brillante en el departamento de acción sería sólo otro fiasco». Philip K. Scheuer del periódico Los Angeles Times la llamó «la nueva, definitiva y gran película sobre las carreras de autos», agregando que después de tres horas «si uno emerge con la sensación de que tal vez ha habido demasiado, aquí hay un caso en el que puedo afirmar felizmente que es mejor que demasiado poco». Leo Sullivan del diario The Washington Post escribió: «El "Gran Premio" de John Frankenheimer cobra vida con las innovaciones cinematográficas y a menudo se enciende con la emoción». Brendan Gill de la revista The New Yorker describió la película como «grande, valiente, deslumbrante, desgarrador y, a veces, casi paralizador». La revista Monthly Film Bulletin escribió: «Los coches, por supuesto, se roban todos los truenos, pero uno se siente un poco decepcionado al encontrar a los conductores y sus vidas privadas tan poco elevadas más allá del nivel de la ficción pulp. Aún así, como un espectáculo, el Gran Premio es en general tan exitoso que el hecho de que no sea nada más que un espectáculo apenas importa».
Tony Mastroianni para Cleveland Press escribió: «El director John Frankenheimer ha trasladado sus cámaras a las grandes pistas del circuito de los Grandes Premios - Mónaco; Spa, Bélgica; Brands Hatch, Inglaterra; y Monza, Italia - para las más auténticas y emocionantes secuencias de carreras jamás filmadas». Chuck O'Leary para FulvueDrive-in.com escribió: «Cuatro décadas después, el Gran Premio de John Frankenheimer sigue siendo la mejor película jamás hecha sobre las carreras de autos profesionales». Christopher Null para Filmcritic.com escribió: «La historia por sí sola es suficiente para casi hacer que te intereses en las carreras de autos». John J. Puccio para Movie Metropolis escribió: «A pesar de sus melodramáticas visiones de la vida privada de los pilotos, las secuencias de carreras compensan con creces las deficiencias». Peter Canavese para Groucho Reviews escribió: «Sí, las escenas de conducción deslumbran, pero Frankenheimer también incorpora su épica de Cinerama de 1966 con algunos comentarios interesantes sobre las profesiones de riesgo en general y el piloto de Fórmula 1 en particular» [Blu-ray].  Walter Chaw para Film Freak Central escribió: «esta idea de que mientras todo es posible a través de la tecnología, la deuda de esa ambición se paga con sangre». Roger Moore para Tribune News Service escribió: «Sigue siendo deslumbrante, y la película "Rush" de Ron Howard seguro que se medirá con ella». Dennis Schwartz de Dennis Schwartz Movie Reviews escribió: «Una película de carreras de fórmula decente». Tim Brayton para Alternate Ending escribió: «Convierte una maniobra de alta velocidad que desafía a la muerte en una colección de bellas imágenes ensambladas con eficacia visceral». Penelope Houston para la revista The Spectator escribió: Frankenheimer puede hacer que uno sienta que no hay un lugar más estimulante para poner una cámara que en un Fórmula 1. Nathanael Hood para Unseen Films escribió: «Es un ruidoso, rugiente y eufórico aleluya de movimiento y velocidad».
Con ocasión de su cuadragésimo aniversario la cinta fue lanzada en DVD y HD DVD el 11 de julio de 2006. Esta cinta se estrenó el 10 de agosto de 2016 en la plataforma de streaming Netflix.